# Mort Subite
La Mort Subite è una marca di birra belga a fermentazione spontanea di tipo Lambic, prodotta dalla Brasserie De Keersmaeker, di Pajottenland. Al giorno d'oggi l'industria appartiene al gruppo belga Alken-Maes, che è integrato nel gruppo Heineken.

## Marche prodotte
La birra viene prodotta in vari tipi:
- La Mort Subite Gueuze è una birra ambrata, prodotta secondo la tradizione originale Lambic con una fermentazione spontanea fatta a base di mosto, di frumento e di luppolo. Questa birra artigianale ha una lenta maturazione in barili di quercia. Ha un gusto agro dolce, forte e molto rinfrescante. Con un contenuto d'alcool del 4,5% (vol).
- La Mort Subite Kriek è una birra di colore rosso vivo, prodotta secondo la tradizione originale Lambic con una fermentazione spontanea. Questa birra artigianale ha una lenta maturazione in barili di quercia. In seguito, vengono aggiunte ciliegie fresche e saporite per ottenere un gusto unico e delizioso di ciliegie. Con un contenuto d'alcool del 4,5% (vol).
- La Mort Subite Xtreme Kriek, prodotta secondo la tradizione originale Lambic con una fermentazione spontanea. Questa birra artigianale ha una lenta maturazione in barili di quercia. In seguito vengono aggiunte delle ciliegie più mature e succose per ottenere un gusto di frutta. Con un contenuto d'alcool del 4,3% (vol).
- La Mort Subite Xtreme Framboise, prodotta secondo la tradizione originale Lambic con una fermentazione spontanea. Questa birra artigianale ha una lenta maturazione in barili di quercia. In seguito viene aggiunto il succo dei lamponi più maturi per ottenere un gusto di frutta al sapore di lampone. Con un contenuto d'alcool del 4,3% (vol).

## Origine del nome
Il nome Mort Subite proviene da un gioco di dadi o di carte, il pitjesbak, che veniva giocato in un bistrot chiamato "La Court Royale" situato a Bruxelles, in Belgio, gestito all'inizio del XX scolo da Théophile Vossen. Il locale fu soprannominato "La Mort Subite".
Espropriato per la costruzione della ferrovia, il locale si sposterà nel 1928 e in quest'occasione venne ufficialmente chiamato "À la Mort Subite". Théophile chiamo così anche la birra da lui prodotta sin dal 1910 (gueuze et kriek).